# Powiat Hata
Powiat Hata (jap. 幡多郡 Hata-gun) – powiat w Japonii, w prefekturze Kōchi. W 2024 roku liczył 15 082 mieszkańców.

## Miejscowości
- Kuroshio
- Ōtsuki
- Mihara